# Катанкуді-5
Грама Ніладхарі Катанкуді-5 (№ 164A) — Грама Ніладхарі підрозділу ОС Каттанкуді, округ Баттікалоа, Східна провінція, Шрі-Ланка.

## Демографія
| Населення (2007) | Населення (2007) | Населення (2007) | Населення (2007) | Населення (2007) |
| Населення        | Чоловіки         | Жінки            | Діти             | Дорослі          |
| ---------------- | ---------------- | ---------------- | ---------------- | ---------------- |
| 2219             | 1059             | 1160             | 951              | 1268             |